# Jennifer Balakrishnanová
Jennifer Shyamala Sayaka Balakrishnanová, nepřechýleně Balakrishnan, je americká matematička. Je známá tím, že vedla tým, který vyřešil problém „zakleté křivky“, diofantické rovnice, který byl předtím nedořešen.

## Život
Jennifer Balakrishnan se narodila v Mangilau na ostrově Guam, její rodiče jsou Narayan a Shizuko Balakrishnanovi. Její otec je profesorem chemie na univerzitě na Guamu. Na Harvest Christian Academy získala Balakrishnan čestné uznání v soutěži Karl Menger Memorial Award 2001 za nejlepší matematický projekt na Mezinárodním veletrhu vědy a techniky Intel. Její projekt se týkal eliptických souřadnicových systémů. V následujícím roce zvítězila v soutěži National High School Student Calculus Competition, pořádané v rámci matematické olympiády Spojených států amerických.

## Příspěvky její práce
V roce 2017 vedla Balakrishnanová tým matematiků při řešení „zakleté křivky“ {\displaystyle X_{s}(13)}. Tato křivka je modelována rovnicí: {\displaystyle y^{4}+5x^{4}-6x^{2}y^{2}+6x^{3}z+26x^{2}yz+10xy^{2}z-10y^{3}z-32x^{2}z^{2}-40xyz^{2}+24y^{2}z^{2}+32xz^{3}-16yz^{3}=0} a jako diofantická rovnice může problém identifikovat všechny kombinace racionálních čísel pro proměnné {\displaystyle x}, {\displaystyle y} a {\displaystyle z}, pro něž je rovnice pravdivá. Ačkoli jako explicitní rovnice má tato křivka komplikovanou formu, je významná v teorii eliptických křivek, jako modulární křivka, jejíž řešení charakterizují jeden zbývající nevyřešený případ věty Bilu, Parent & Rebolledo (2013) o Galoisových reprezentacích eliptických křivek bez složitého násobení. Výpočty Galbraitha (2002) a Barana (2014) dříve identifikovaly sedm řešení prokleté křivky (šest odpovídajících eliptickým křivkám se složitým násobením a jedním vrcholem), ale jejich výpočetní metody nedokázaly ukázat, že seznam řešení byl úplný. Na návrh oxfordské matematičky Minhyong Kimové zkonstruovala Balakrishnanová a její spoluautoři příslušnou „Selmerovu varietu“ spojenou s křivkou, tak, že všechny racionální body křivky leží na ní, a lze vypočítat počet průsečíků. Pomocí této metody dokázali, že sedm známých řešení prokleté křivky jsou jediná možná řešení. Tato práce byla původně hlášena v předtisku arXiv 2017 a byla publikována v Annals of Mathematics v roce 2019.